# Autumn in New York
Autumn in New York (bra: Outono em Nova York; prt: Amar em Nova Iorque) é um filme de drama e romance de 2000, dirigido por Joan Chen, estrelando Richard Gere, Winona Ryder e Anthony LaPaglia, o filme segue um dono de restaurante e mulherengo bem-sucedido de meia-idade que se apaixona por uma doce jovem que está em estado terminal.

## Elenco
- Richard Gere - Will Keane
- Winona Ryder - Charlotte Fielding
- Anthony LaPaglia - John Volpe
- Elaine Stritch - Dolores "Dolly" Talbot
- Vera Farmiga - Lisa Tyler
- Sherry Stringfield - Sarah Volpe
- Jill Hennessy - Lynn McCale
- J.K. Simmons - Dr. Tom Grandy
- Sam Trammell - Simon
- Mary Beth Hurt - Dr. Paul Sibley
- Kali Rocha - Shannon
- Steven Randazzo - Alberto
- Toby Poser - Mulher outonal #1
- George Spielvogel III - Netto
- Ranjit Chowdhry - Fakir
- Audrey Quock - Eriko
- Tawny Cypress - Melissa
- Gabriel Portuondo - Garçom do 458
- Laurent Schwaar - Garçom do 458
- Patrick Price - Garçom do 458
- Ted Koch - Atendente do 458
- Alvin H. Einbender - Atendente do 458 (como Alvin Einbender)
- Daniella van Graas - Modelo no Bar
- Rachel Nichols - Modelo no Bar

## Recepção
O Metacritic, que usa uma média ponderada, atribuiu ao filme uma pontuação de 24 em 100, baseado em 21 críticos, indicando críticas "geralmente desfavoráveis". No site agregador de críticas Rotten Tomatoes, 19% das 72 avaliações dos críticos são positivas.

## Premiações
Framboesa de Ouro 2000 (EUA)
- Recebeu uma indicação ao Framboesa de Ouro, na categoria de Pior Dupla.[9]